# Ministre de Treball (Irlanda)
El Ministre de Treball era el nom que originàriament va rebre el departament oficial del govern de la República Irlandesa, l'Estat autoproclamat que va ser establert el 1919 pel Dáil Éireann, l'assemblea parlamentària formada per la majoria dels diputats escollits a les eleccions generals de 1918. Constance Markiewicz fou la primera a ocupar el càrrec, que fou abolit en 1922.
El títol actual de Ministre de Treball fou creat per la Ministers and Secretaries (Amendment) Act, 1966 com a membre del Govern d'Irlanda. La posició fou durant molts anys un càrrec ministerial de perfil baix. En 1993 el ministre esdevingué Ministre d'Igualtat i Reforma Legal i en 1997 fou abolit i les seves funcions foren transferides al Ministre de Justícia, Igualtat i Reforma Legal.

## Llista de titulars del càrrec
| Ministre de Treball 1919–1922                 |                           |                        |                        |        |                      |
| Núm.                                          | Nom                       | Mandat                 | Mandat                 | Partit | Partit               |
| 1.                                            | Constance Markievicz      | 2 d'abril de 1919      | 9 de gener de 1922     |        | Sinn Féin            |
| 2.                                            | Joseph McGrath            | 11 de gener de 1922    | 9 de setembre de 1922  |        | Pro-Treaty Sinn Féin |
| 3.                                            | Patrick Hogan (acting)    | 17 de juliol de 1922   | 9 de setembre de 1922  |        | Pro-Treaty Sinn Féin |
| Ministre de Treball 1966–1993                 |                           |                        |                        |        |                      |
| Núm.                                          | Nom                       | Mandat                 | Mandat                 | Partit | Partit               |
| 1.                                            | Patrick Hillery           | 13 de juliol de 1966   | 2 de juliol de 1969    |        | Fianna Fáil          |
| 2.                                            | Joseph Brennan            | 2 de juliol de 1969    | 14 de març de 1973     |        | Fianna Fáil          |
| 3.                                            | Michael O'Leary           | 14 de març de 1973     | 5 de juliol de 1977    |        | Labour Party         |
| 4.                                            | *Gene Fitzgerald (1r cop) | 5 de juliol de 1977    | 16 de desembre de 1980 |        | Fianna Fáil          |
| 5.                                            | Tom Nolan                 | 16 de desembre de 1980 | 30 de juny de 1981     |        | Fianna Fáil          |
| 6.                                            | *Liam Kavanagh (1r cop)   | 30 de juny de 1981     | 9 de març de 1982      |        | Labour Party         |
|                                               | *Gene Fitzgerald (2n cop) | 9 de març de 1982      | 14 de desembre de 1982 |        | Fianna Fáil          |
|                                               | *Liam Kavanagh (2n cop)   | 14 de desembre de 1982 | 13 de desembre de 1983 |        | Labour Party         |
| 7.                                            | *Ruairi Quinn             | 13 de desembre de 1983 | 20 de gener de 1987    |        | Labour Party         |
| 8.                                            | Gemma Hussey              | 20 de gener de 1987    | 10 de març de 1987     |        | Fine Gael            |
| 9.                                            | Bertie Ahern              | 10 de març de 1987     | 14 de novembre de 1991 |        | Fianna Fáil          |
| 10.                                           | Michael O'Kennedy         | 14 de novembre de 1991 | 11 de febrer de 1992   |        | Fianna Fáil          |
| 11.                                           | Brian Cowen               | 11 de febrer de 1992   | 12 de gener de 1993    |        | Fianna Fáil          |
| 12.                                           | Mervyn Taylor             | 12 de gener de 1993    | 21 de gener de 1993    |        | Labour Party         |
| Ministre d'Igualtat i Reforma Legal 1993–1997 |                           |                        |                        |        |                      |
| Núm.                                          | Nom                       | Mandat                 | Mandat                 | Partit | Partit               |
| 1.                                            | Mervyn Taylor (1r cop)    | 21 de gener de 1993    | 17 de novembre de 1994 |        | Labour Party         |
| 2.                                            | Máire Geoghegan-Quinn     | 18 de novembre de 1994 | 15 de desembre de 1994 |        | Fianna Fáil          |
|                                               | Mervyn Taylor (2n cop)    | 15 de desembre de 1994 | 26 de juny de 1997     |        | Labour Party         |
| 3.                                            | John O'Donoghue           | 26 de juny de 1997     | 8 de juliol de 1997    |        | Fianna Fáil          |